# دهه ۶۹۰ (میلادی)
دهه ۶۹۰ (میلادی) دهه شصت و نهم تقویم میلادی است.

## درگذشتگان
‎